# 軍事史博物館

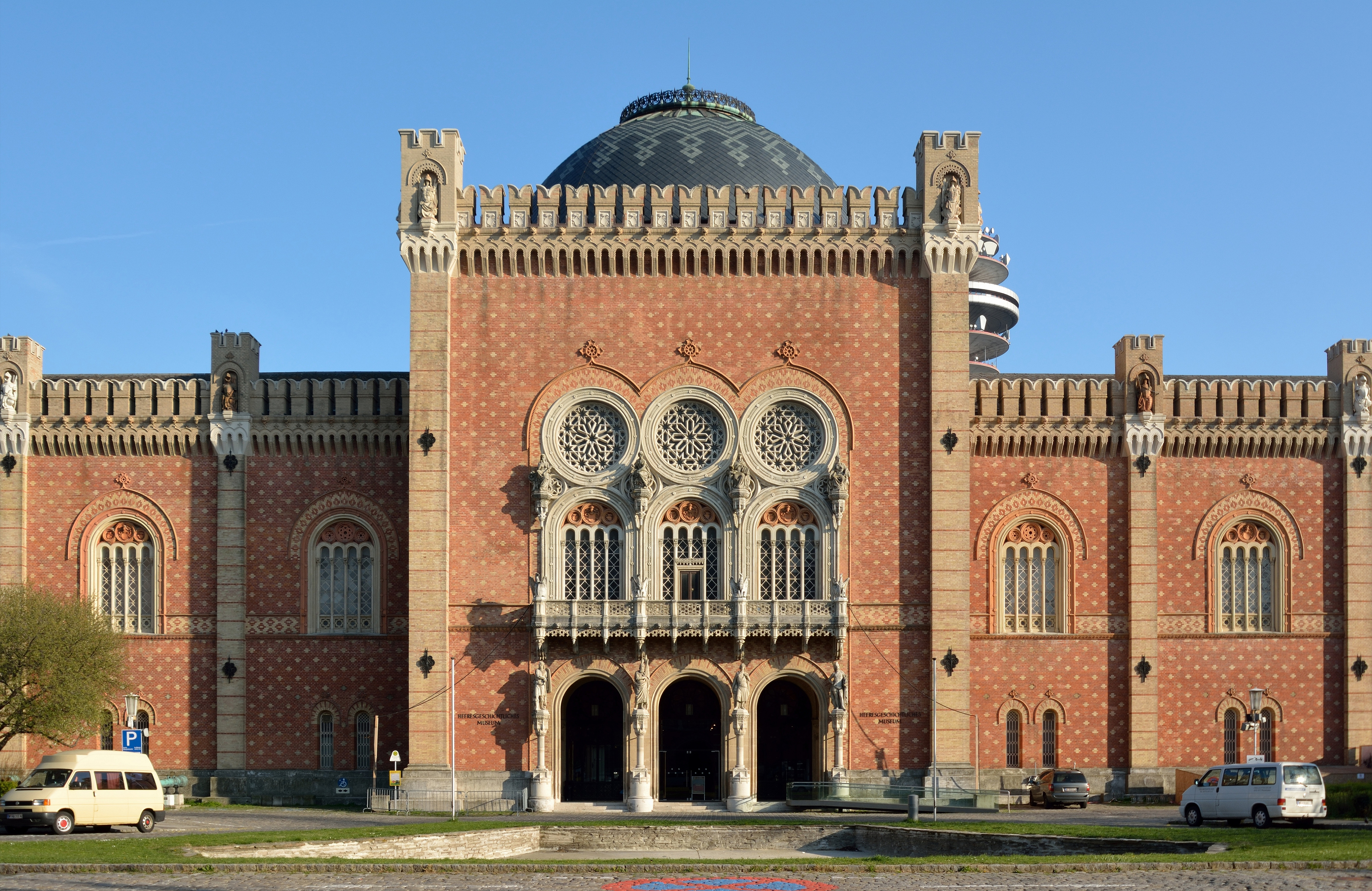

軍事史博物館（德語：Heeresgeschichtliches Museum）是位於奧地利首都維也納的一座軍事史博物館。該博物館號稱是世界上歷史最悠久，規模最大的軍事史博物館。收藏品包括世界最大的青銅大砲之一。博物館主要聚焦於奧地利自16世紀至1945年的軍事史。博物館的建築修建於1850年至1856年期間。

## 外部連結
- Museum of Military History official website （页面存档备份，存于）
- Austro-Hungarian Navy in WWI See item 24 for information on the U.20, the submarine on display in the museum.

48°11′07″N 16°23′15″E / 48.18528°N 16.38750°E